# Grazia Deledda
Grazia Deledda (Nuoro, 27 de septiembre de 1871-Roma, 15 de agosto de 1936) fue una escritora italiana. En 1926 fue galardonada con el Premio Nobel de Literatura.

## Biografía
Nació en la ciudad sarda de Nuoro en 1871, el día 27 o 28 de septiembre, en una familia numerosa y acomodada. El padre, Giovanni Antonio, pequeño empresario y terrateniente, fue poeta aficionado y alcalde de Nuoro en 1892. La madre, Francesca Cambosu, fue una mujer muy religiosa que crio a sus hijos con extrema rigurosidad moral. Después de haber realizado sus estudios de educación primaria, recibió clases particulares de un profesor huésped de un familiar suyo, ya que las costumbres de la época no permitían que las jóvenes recibieran una instrucción que fuera más allá de la escuela primaria. Posteriormente, profundizó como autodidacta sus estudios literarios.
Empezó a destacar como escritora con algunos relatos que publicó la revista L'ultima moda. Su primera obra de éxito puede considerarse que fue En el azul (1890). Sus primeras obras oscilaban entre la narrativa y la poética. De ellas destaca Paisajes sardos (1896). Tras casarse con Palmiro Madesani, funcionario del Ministerio de Finanzas al que conoció en Cagliari en octubre de 1899, se trasladó a Roma. Tras la publicación de Almas honestas (1895) y de El viejo de la montaña (1900), además de sus colaboraciones en la revista La Sardegna, Piccola rivista y Nuova Antologia, la crítica empezó a interesarse por sus obras.

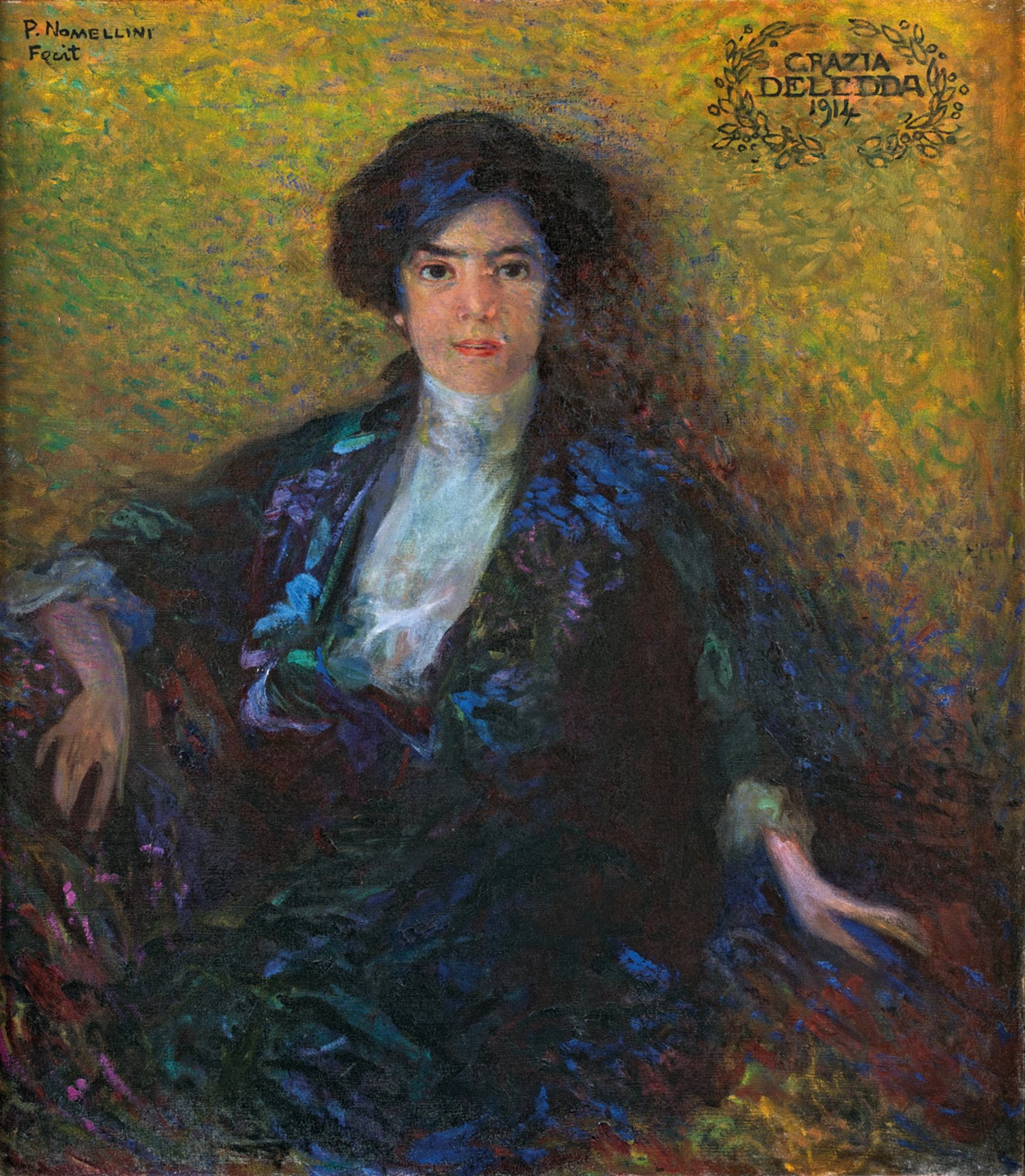
Grazia Deledda retratada por Plinio Nomellini (1914)

En 1903 publicó Elias Portolu que la consagró como escritora e inició una buena serie de novelas y obras de teatro: Cenizas (1904), La hiedra (1906), Hasta el límite (1911), Colombi e Sparvieri (1912), Cañas al viento (1913), El incendio en el olivar (1918) y El Dios de los vientos (1922). 
Su obra fue alabada por Luigi Capuana y Giovanni Verga además de por otros escritores más jóvenes como Enrico Thovez, Pietro Pancrazi y Renato Serra. En Elías Portolu (1903) evocó la Cerdeña decadente de principios del siglo XX; su mundo es poético, pero primitivo y cerrado. La sociedad descrita es arcaica e inmovilista, y sus personajes aparecen dominados por extraños conceptos intransigentes y supersticiosos de la existencia humana, de una moralidad sumamente convencional..
Varias de sus historias fueron llevadas al cine. Entre ellas, Cenizas, película de 1916 interpretada por Eleonora Duse, y dirigida por Febo Mari y Arturo Ambrosio. La Grazia,  de 1929, dirigida por Aldo De Benedetti, fue una de las últimas películas mudas del cine italiano. En 1950 se realizó la película L´Edera (en inglés se llamó Devotion y en Italia se conoció como Delitto per amore) basada en la novela del mismo nombre, dirigida por Augusto Genina.

## Poética

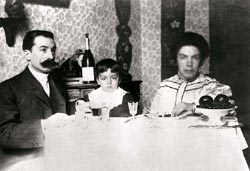
Grazia Deledda

La narrativa de Grazia Deledda se basa en vivencias poderosas de amor, dolor y de muerte sobre las que planea el sentido del pecado, de la culpa, y la conciencia de una inevitable fatalidad. Se ha considerado que estaba muy influenciada por el verismo de Giovanni Verga pero también a veces, por el decadentismo del que representó Gabriele D'Annunzio, además de por León Tolstoi. 
En las novelas de Grazia Deledda siempre hay un fuerte vínculo entre lugares y personas, entre los estados de ánimo y el paisaje que se representa, que es el de su áspera Cerdeña natal, que sin embargo no aparece siguiendo los esquemas tópicos veristas regionales ni tampoco con la fantástica coloración que utiliza D'Annunzio, sino que se reviven a través de los mitos.
La crítica ha encasillado su obra en uno u otro -ismo: regionalismo, verismo, decadentismo... Algunos críticos sin embargo prefieren reconocerle una poética propia y original que se halla perfectamente integrada en el contexto del siglo XX europeo, en la que todo aparece sin que llegue a pertenecer a ningún movimiento en exclusiva.

## Principales obras
- 1890 : En el azul (Nell'azzurro)
- 1892 
  - Flor de Cerdeña (Fior di Sardegna)
  - Los caminos del mal (Le vie del male)
- 1895
  - Relatos sardos (Racconti sardi)
  - Almas honestas (Anime oneste)
- 1900 : El viejo de la montaña (Il vecchio della montagna)
- 1903 : Elias Portolu
- 1904 : Cenizas (Cenere)
- 1912 : La hiedra (L'edera)
- 1913 : Cañas al viento (Canne al vento)
- 1915 : Marianna Sirca
- 1919: La niña robada (La bambina rubata)
- 1919: El retorno del hijo (Il ritorno del figlio)
- 1920 : La madre
- 1925 : La huida a Egipto (La fuga in Egitto)
- 1926 : El sello del amor (Il sigillo d'amore)
- 1937 : Cosima, póstumo
- 1939 : El cedro del Líbano (Il cedro del Líbano), póstumo

### Ediciones en español
- Deledda, Grazia (2022). El regalo de Navidad y otros cuentos. Ediciones Media Fanega.  ISBN 9798368201849
- Deledda, Grazia (2021). Almas honestas. Editorial Atico De Los Libros. ISBN 978-8417743321
- Deledda, Grazia (2021). La senda del mal. Plataforma Editorial. ISBN 978-8418285097
- Deledda, Grazia (2021). La hiedra. Ediciones Cátedra.  ISBN 978-84-37643175v
- Deledda, Grazia (2020). La reina de las tinieblas y otros cuentos. Ediciones Media Fanega. ISBN 123-00-04-0177-0-7
- Deledda, Grazia (2018). La madre. Nor Edizioni.  ISBN 978-88-330903-8-2.
- Deledda, Grazia (2018). Cuentos de Cerdeña y otros cuentos. Edición de Ginvanna Cerina. Editorial Bercimuel. ISBN 978-84-946817-2-1
- Deledda, Grazia (2014). Cenizas. Editorial Ciudad de los Libros. ASIN B00IYVLWIQ
- Deledda, Grazia (2014). Cañas al viento. Editorial Ciudad de Libros. ASIN B00IYVLWKE
- Deledda, Grazia (2013). El Jabatillo. Editorial Gadir. ISBN 978-8494016578
- Deledda, Grazia (2007). Cósima. Nórdica Libros.
- Deledda, Grazia (1927). Los humildes. Madrid, Biblioteca Patria. ISBN 978-84-935578-8-1

- Deledda, Grazia (2003). Cósima. Un mar de sueños. ISBN 978-88-88-405155.
- Deledda, Grazia (1988). Doce cuentos de Cerdeña. Editorial Labor. ISBN 978-84-335-8414-4.
- Deledda, Grazia (2003). Elias Portulu. Mediasat Group. ISBN 978-84-96142-72-5.
- Deledda, Grazia (1963). Mariana Sirca. Aguilar. ISBN 978-84-03-07294-7.
- Deledda, Grazia (1963). Obras escogidas: Tomo 1. Aguilar. ISBN 978-84-03-56007-9.
- Deledda, Grazia (1958). Obras escogidas: Tomo 2. Aguilar. ISBN 978-84-03-56008-6.
- Deledda, Grazia (1970). El regalo de Navidad y otros cuentos de Cerdeña. Editorial Labor. ISBN 978-84-335-8332-1.

## Reconocimientos
Recibió el Premio Nobel de Literatura en 1926 por "sus escritos de inspiración idealista que retratan con claridad plástica la vida en su isla natal y tratan con profundidad y simpatía los problemas humanos en general", según el Comité Nobel de Literatura.